# Ángel Miranda
Ángel Miranda Valenzuela (Santiago, Chile, 29 de abril de 1906 - siglo XX) Fue un futbolista chileno, jugaba de defensa central.

## Trayectoria
Entró a estudiar en la Facultad de Leyes de la Universidad de Chile. En esta casa de estudios, se incorporó como futbolista amateur a Universitario —actual Universidad de Chile—, convirtiéndose en su capitán en los campeonatos oficiales de la Asociación de Football de Santiago, además de ser uno de los encargados de promover los campeonatos internos de la institución laica. Sus actuaciones y liderazgo llevaron a la «U» a conformar un equipo con base universitaria, sumando en este proceso a Víctor Alonso, Eduardo Simian, entre otros.
Por el campeonato de la Serie B de 1937, el 7 de noviembre de ese año y en el Estadio Militar, capitaneado por Miranda, la «U» goleó por 5-1 a Colo-Colo "B", en lo que fue el primer partido oficial por puntos contra un equipo representativo del club albo. Los azules se consagraron campeones invictos en aquella temporada, con 9 puntos de ventaja sobre Universidad Católica.
Jugó en la «U» entre 1934 y 1938, finalizando la época amateur e inicios del  profesionalismo, donde consiguió tres títulos.
Terminaría ligado al fútbol siendo árbitro.

## Estadísticas

### Clubes
| Club                 | País  | Año         |
| -------------------- | ----- | ----------- |
| Universidad de Chile | Chile | 1930 - 1938 |

## Palmarés

### Títulos locales
| Título                                            | Club          | País  | Año  |
| ------------------------------------------------- | ------------- | ----- | ---- |
| División de Honor de la Sección Amateur de la AFS | Universitario | Chile | 1934 |

### Títulos nacionales
| Título                       | Club                 | País  | Año  |
| ---------------------------- | -------------------- | ----- | ---- |
| Serie B Profesional de Chile | Universidad de Chile | Chile | 1936 |
| Serie B Profesional de Chile | Universidad de Chile | Chile | 1937 |